# Germinal (miniserie televisiva)
Germinal è una miniserie televisiva coprodotta da Francia, Germania e Italia, composta da sei episodi da 52 minuti, e distribuita nei Paesi di produzione in prima visione tra il 2021 e il 2022.
La miniserie è ispirata al tredicesimo romanzo della serie Les Rougon-Macquart scritta da Émile Zola nel 1884, anno del grande sciopero dei minatori di Anzin iniziato il 2 marzo 1884. Questo sciopero è un momento culminante nella storia del bacino minerario del Nord-Pas-de-Calais. Émile Zola va in fondo alla miniera per trovare ispirazione sulla scrittura della sua opera di maggior successo e che sarà edita in cento Paesi.

## Trama
L'adattamento televisivo del romanzo di Émile Zola racconta la vicenda del grande sciopero dei minatori di Anzin iniziato il 2 marzo 1884, un momento culminante nella storia del bacino minerario del Nord-Pas-de-Calais, che Émile Zola aveva seguito da vicino, spostandosi nella regione. È la storia personale di Étienne Lantier, un personaggio inventato da Zola, che rappresenta un giovane lavoratore che si ribella alla miseria e allo sfruttamento dei minatori di carbone. Infatti, Étienne è un ventenne disoccupato che si trasferisce nella regione mineraria di Montsou situata nel Nord della Francia. Viene accolto da Rasseneur che gli trova lavoro nella miniera di Voreu amministrata da Hennebeau. Étienne entra nel gruppo di lavoro del capofamiglia Maheu dove fa la conoscenza di Catherine, la giovane figlia di Maheu. Étienne è attirato dallo charme di Catherine, scatenando la gelosia di Chaval, il suo violento corteggiatore. Étienne fa amicizia con gli altri lavoratori e viene impressionato dalle condizioni di lavoro e dai soprusi dei padroni della miniera. Invoglia i minatori a protestare in nome della rivoluzione sociale, ma le richieste non trovano ascolto. La compagnia delle Miniere è in crisi economica ed è determinata a ottenere il massimo profitto, per questo abbassa ulteriormente i salari dei minatori. La situazione peggiora quando un crollo nella miniera rende zoppo il figlio tredicenne di Maheu. Cosi viene proclamato lo sciopero che Étienne guida. Inizia un lungo periodo di conflitto tra i lavoratori e la proprietà che si ripercuote per settimane. Étienne viene considerato morto dalle milizie armate arruolate dai proprietari. Quando viene scoperto vivo, tramite un sotterfugio, viene accusato di essere un traditore. Étienne alla fine riesce a riabilitarsi grazie alla verità e assumere nuovamente il suo ruolo di guida dello sciopero.

## Personaggi

### Personaggi principali
- Étienne Lantier interpretato da Louis Peres, giovane ventenne che guida lo sciopero dei minatori e si invaghisce di Catherine
- Toussaint Maheu interpretato da Thierry Godard, minatore e capo di un gruppo di lavoratori in cui entra Étienne. Padre di dieci figli tra cui Catherine
- La Maheude interpretata da Alix Poisson, è la moglie di Maheu che lotta assieme al marito per lo sciopero
- Philippe Hennebeau interpretato da Guillaume de Tonquédec, direttore della miniera che contrasta ferocemente i minatori
- Madame Charlotte Hennebeau interpretata da Natacha Lindinger, moglie di Hennebeau. Tradisce il marito con il giovane capo ingegnere della miniera
- Victor Deneulin interpretato da Sami Bouajila, proprietario della fossa di Jean Bart
- Antoine Chaval interpretato da Jonas Bloquet, spasimante di Catherine e minatore. Si dimostra un uomo violento
- Souvarine interpretato da Stefano Cassetti, anarchico e amico di Étienne
- Madame Grégoire interpretata da Valeria Cavalli
- Rasseneur interpretato da Steve Tientcheu, ex minatore ora proprietario della locanda
- Catherine Maheu interpretata da Rose-Marie Perreault, figlia di Mehau. Corteggiata da Chaval e da Étienne

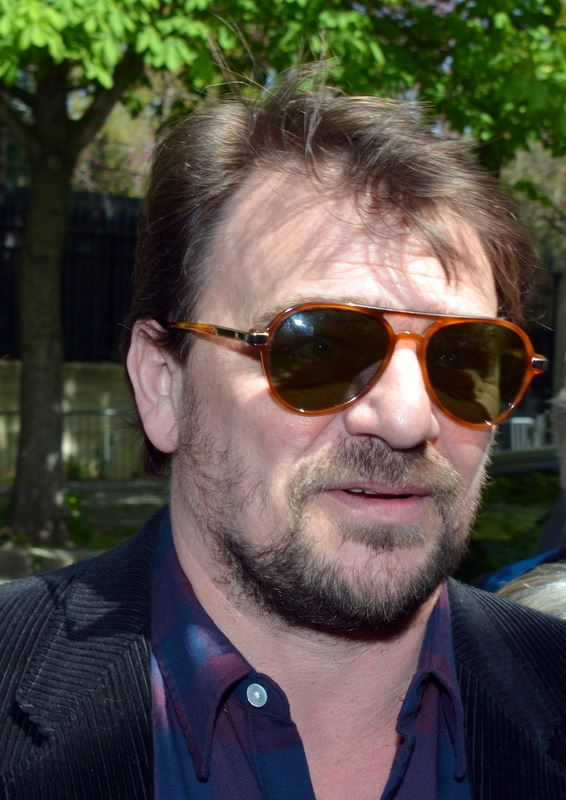
Thierry Godard interpreta Toussaint Maheu
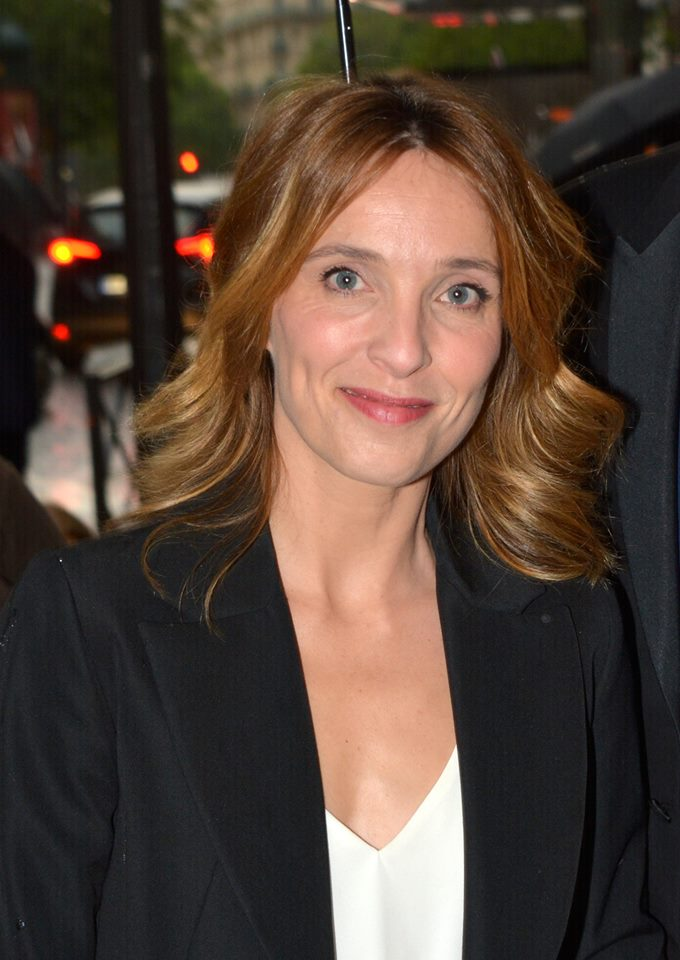
Alix Poisson interpreta La Maheude
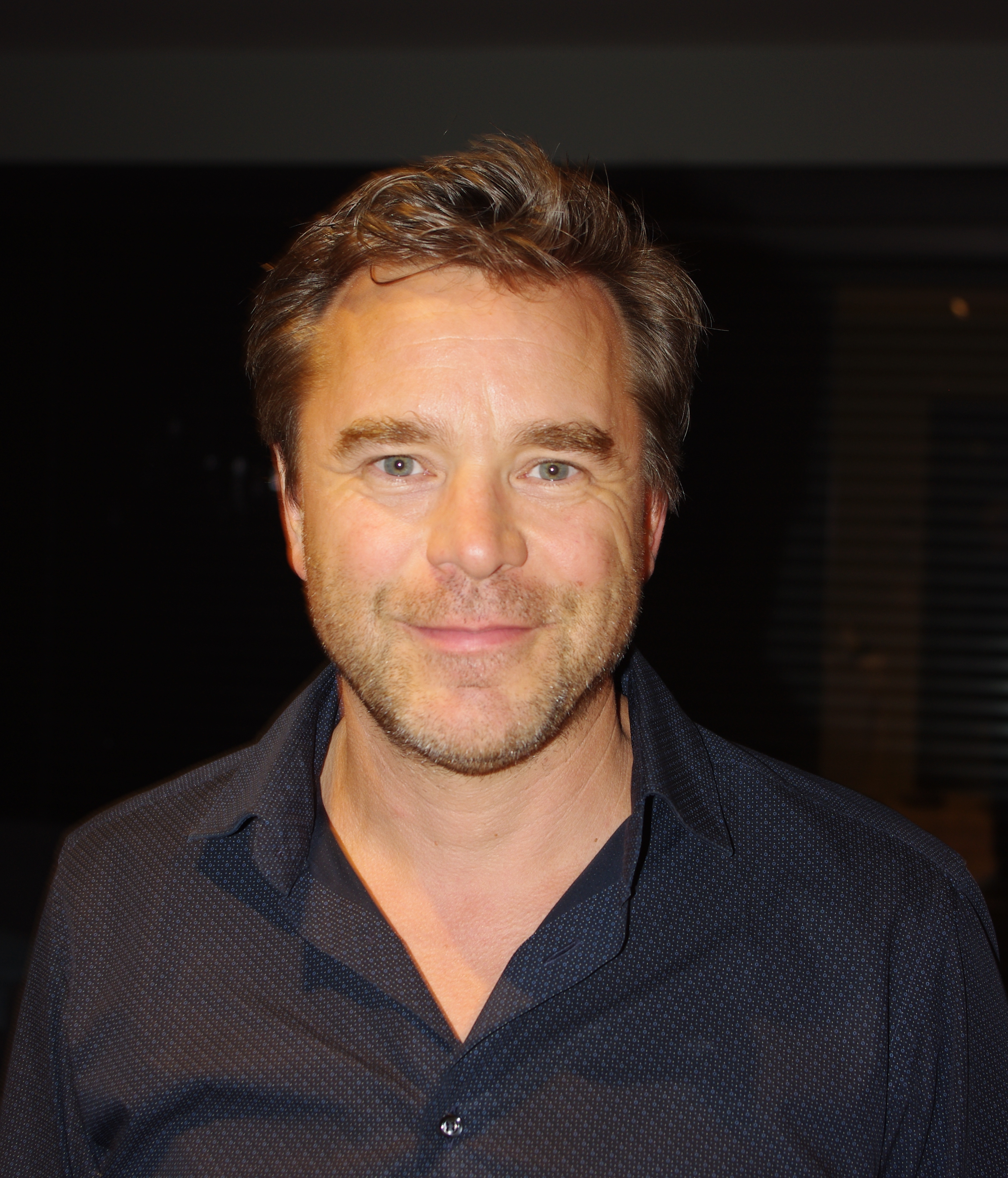
Guillaume de Tonquédec interpreta Philippe Hennebeau
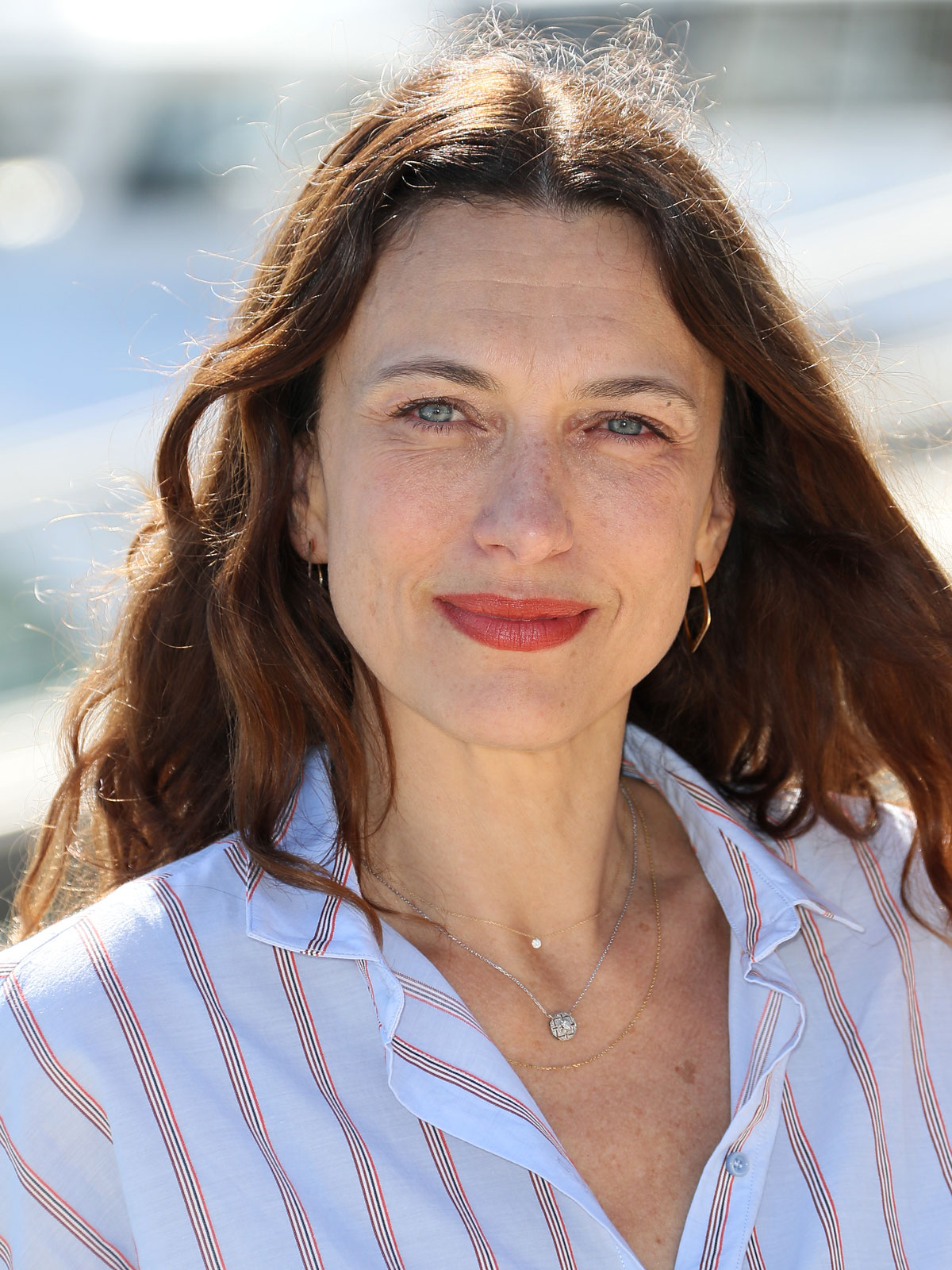
Natacha Lindinger interpreta Madame Hennebeau
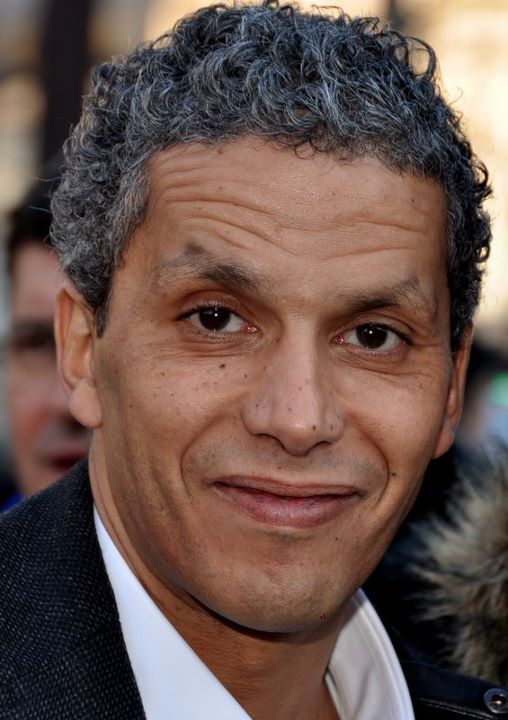
Sami Bouajila interpreta Victor Deneulin
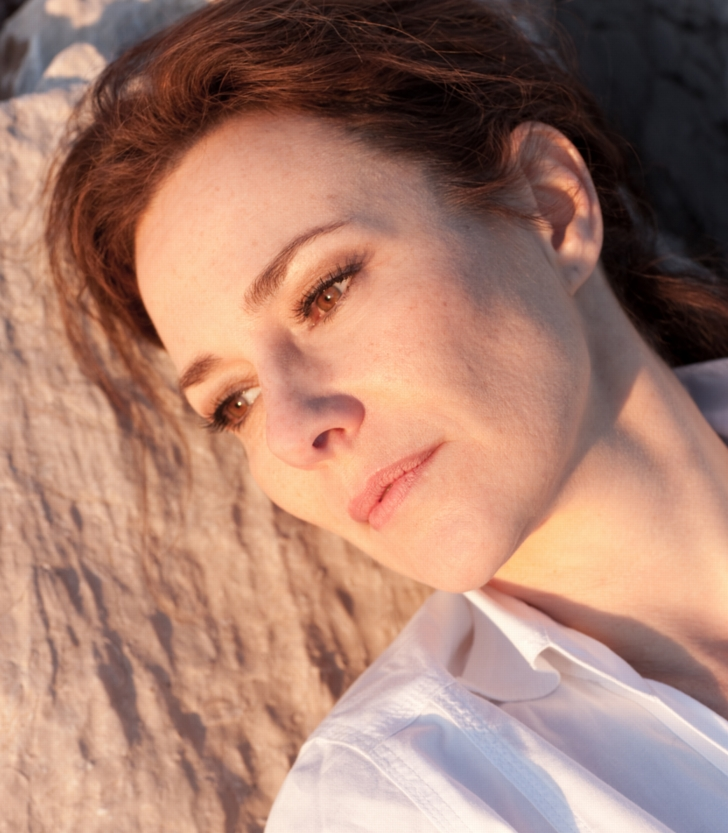
Valeria Cavalli interpreta Madame Grégoire

### Personaggi secondari
- Charles Bressan interpretato da Steve Driesen, mandato dalla compagnia per sedare lo sciopero. Tenterà di uccidere Étienne
- Cécile Grégoire interpretata da Marilou Aussilloux, la futura sposa di Négrel
- Paul Négrel interpretato da Aliocha Schneider, giovane ingegnere e nipote di Hennebeau. Ha una tresca con sua zia
- Vincent Maheu detto Bonnemort interpretato da Jean-Marie Frin, figlio di Maheu
- Jeanlin Maheu interpretata da Max Baissette de Malglaive, figlia di Maheu
- Zacharie Maheu interpretato da Guillaume Arnault, figlio di Maheu
- Alzire Maheu interpretata da Luba Dépret, figlia di Maheu
- Pluchart interpretato da Éric Herson-Macarel, capo del movimento socialista dell'internazionale dei lavoratori
- Dansaert interpretato da Raphaël Thiéry
- Levaque interpretato da Eric Paul
- La Levaque interpretata da Anne Conti
- Philomène Levaque interpretata da Solenn Mazon
- Bouteloup interpretato da Vincent Deniard, minatori dedito all'alcool e si dimostra violento durante le proteste
- La Mouquette interpretata da Anna Mihalcea, amica di Catherine. Stravede per Étienne che salverà da morte certa
- Mouque interpretata da Michel Masiero
- La Brûlée interpretata da Marie Pierre Feringue
- Pierron interpretato da David Alexandre Berthier
- La Pierronne interpretata da Nathalie Herbaut
- Signor Grégoire interpretato da Jérôme Keen, padre di Cécile

## Episodi
| Miniserie       | Puntate | Prima TV  |
| --------------- | ------- | --------- |
| Approfondimento | 6       | 2021-2022 |

## Produzione
Sei mesi di riprese in inverno hanno mobilitato 2.400 comparse, ex minatori reclutati come consulenti, 22 tonnellate di carbone, 150 tecnici, 700 costumi.
Diverse televisioni europee hanno partecipato al finanziamento di 12 milioni di euro: France 2, Rai in Italia e ZDF in Germania.

### Luoghi
Il team ha più volte consultato documenti e archivi presso il Lewarde Mining History Center, per finalizzare le decorazioni, scoprire la fossa e “immergersi nell'universo della miniera”.
La fossa di Voreux, ispirata alla fossa Renard a Denain, è rappresentata dalla fossa Arenberg delle miniere Anzin a Wallers, il luogo era stato utilizzato per girare la scena di apertura de L'Affaire Salengro nel 2008.
In febbraio 2021, una settimana di riprese si è svolta nella fossa Delloye delle miniere Aniche a Lewarde, in particolare nella sala pensile del pozzo n. 1 e nella passerella di collegamento.
Una decina di giorni di riprese a Rombies-et-Marchipont ha consentito di utilizzare le sue strade lastricate senza fili elettrici, e la sua chiesa, mentre il negozio di alimentari di Maigrat è stato interamente ricostruito in un fienile della frazione.
Anche la fossa 9-9 bis delle miniere di Dourges a Oignies e la tenuta di Declercq ha ospitato le riprese. Questa fossa rappresenta la fossa di Jean Bart ed è qui detenuta da un libero professionista.
La vecchia stazione di Fresnes-sur-Escaut sulla linea da Somain a Péruwelz, ridecorata e ribattezzata "L'Avantage", incarnava l'Auberge du Bon-Joyeux, gestito da Rasseneur, luogo di incontro e celebrazione nel romanzo.
In Vieux-Lille, rue des Vieux-Murs ha ospitato la scena della carrozza con la signora Hennebeau con Cécile Grégoire che viene a ritirare il suo abito da sposa.
Il borgo di Marchipont è stato ridecorato per assomigliare il più possibile a un villaggio del XIX secolo.
Le scene che ritraggono l'insediamento sono state girate a Fort de Seclin.
Le scene dell'alluvione sono state girate in uno studio in Belgio.

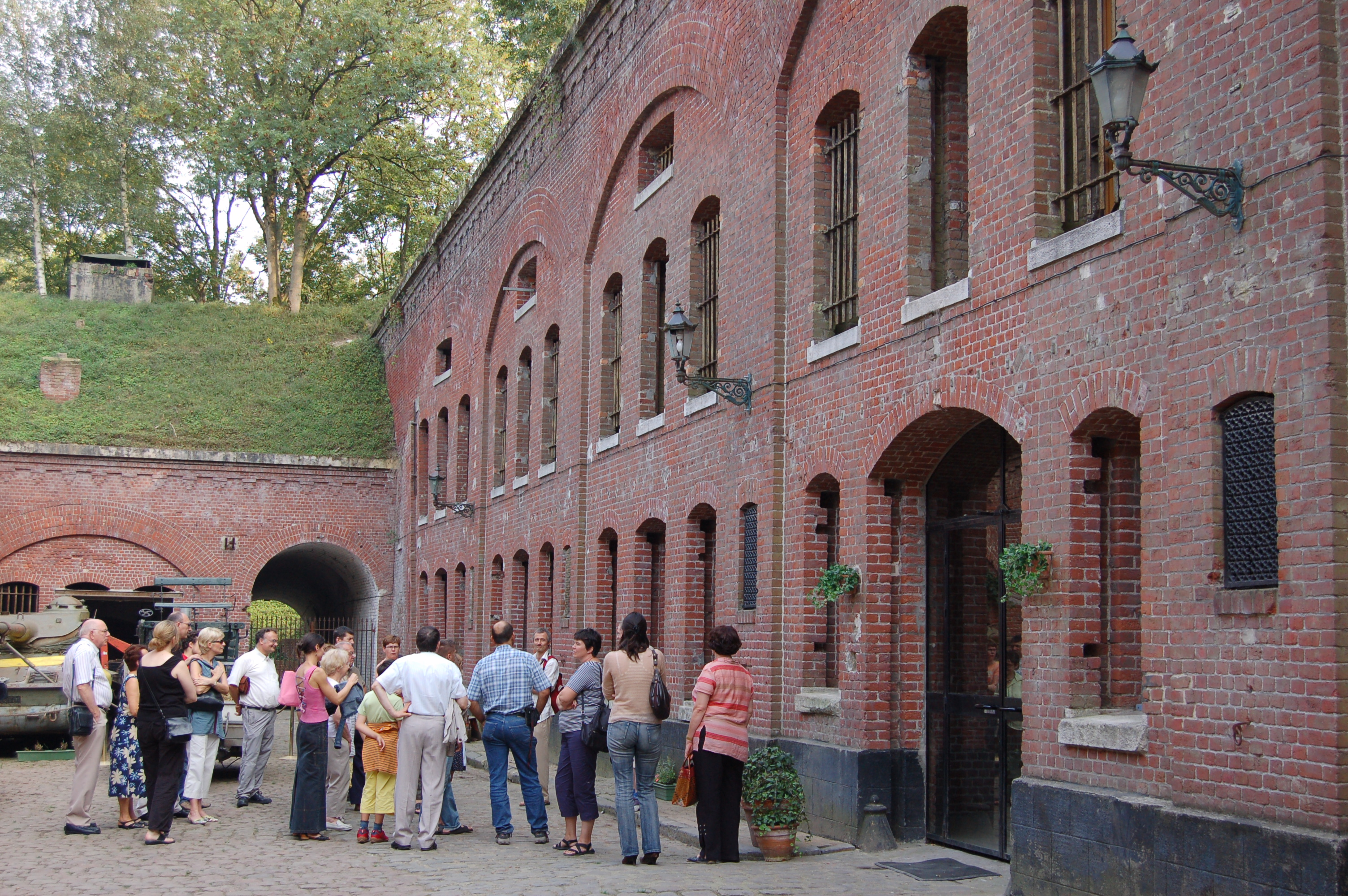
Le fort de Seclin
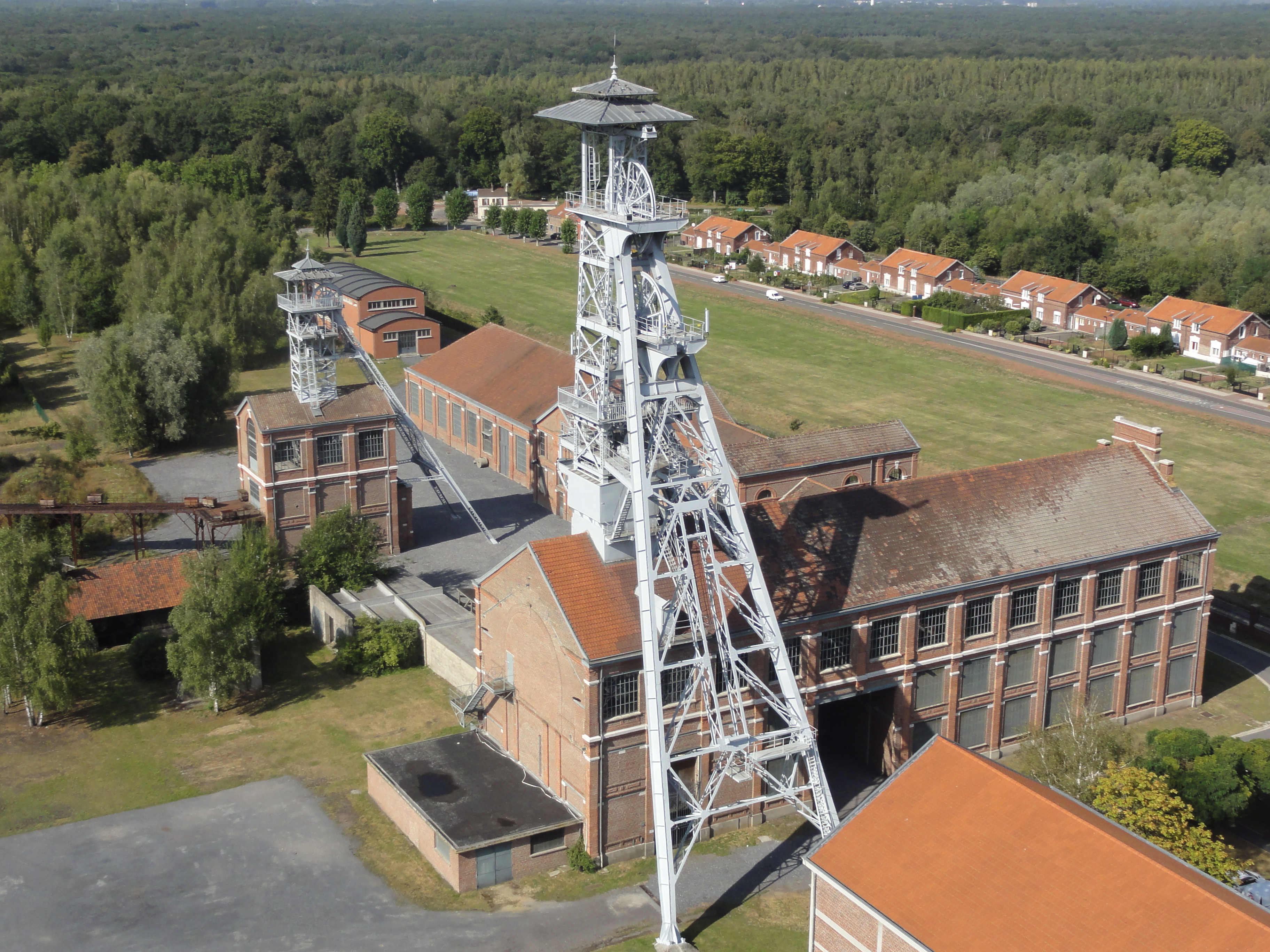
Les puits  (premier-plan) et 2 (arrière-plan) de la fosse Arenberg
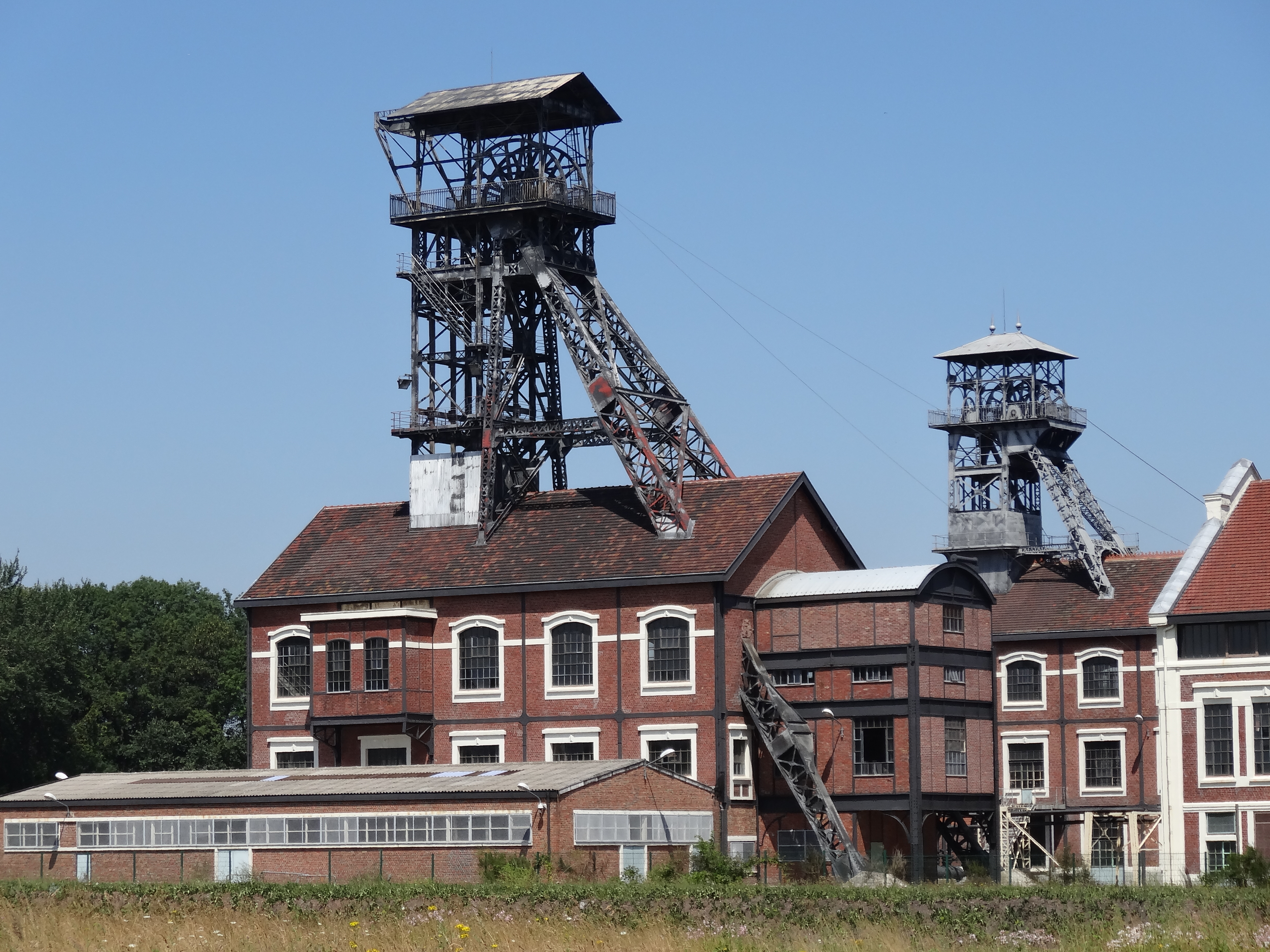
La fosse n°9-9 bis des mines de Dourges
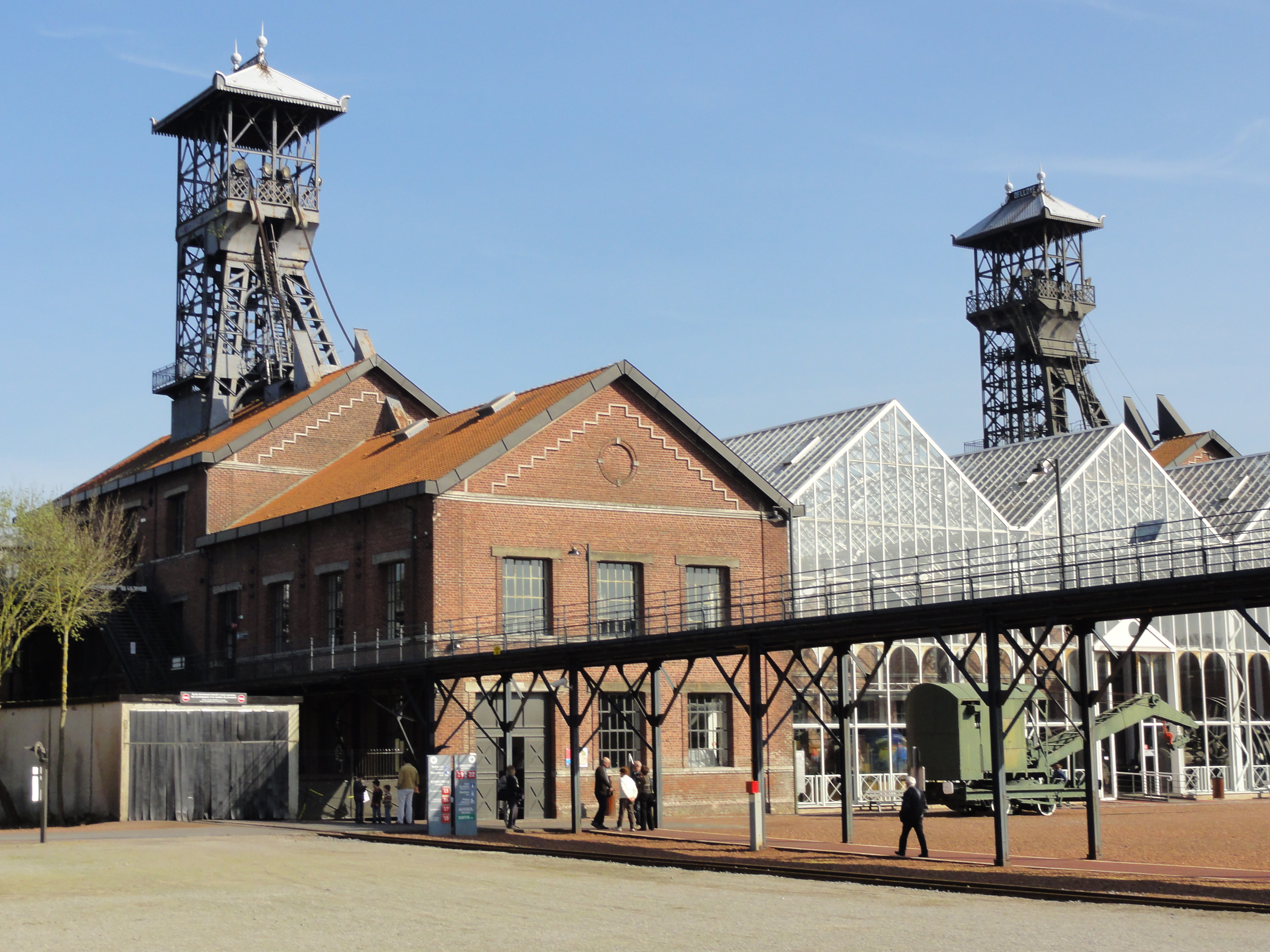
La fosse Delloye

## Distribuzione
La miniserie TV è stata pubblicata in anteprima sulla piattaforma Salto il 1º settembre 2021. Trasmessa in prima visione assoluta dal 27 ottobre 2021 su France 2.
In Canada la miniserie tv è stata pubblicata online il 26 febbraio 2022 su ICI TOU.TV Extra e trasmessa in prima visione assoluta su ICI Radio-Canada Télé.